# Hirajamine obitelji
U asteroidnom pojasu postoje područja povećane koncentracije asteroida. Jedan takav primjer jest grupa Hilda koja je u orbitalnoj rezonanciji 3:2 naspram Jupitera, a postoje i grupe na rezonancijama 4:3 i čak 1:1 (Trojanci). Početkom 20. stoljeća, japanski astronom Kijocugu Hirajama primijetio je grupiranje nekih asteroida u grupe kasnije nazvane Hirajamine obitelji. To su grupe asteroida koje imaju slične parametre putanja (velika poluos putanje, inklinacija (nagib), ekscentricitet), te im se putanje na jednom dijelu približavaju. Hirajama je zaključio da te grupe asteroida potječu od većih asteroida koji se su raspali u sudarima. Kasnija analiza sastava asteroida u pojedinim obiteljima je potvrdila tezu o njihovom zajedničkom porijeklu.